# Panajot Pano
Panajot Pano (griechisch Παναγιώτης Πάνου; * 7. März 1939 in Durrës; † 19. Januar 2010 in Jacksonville, Florida) war ein albanischer Fußballspieler und gilt als die Legende im albanischen Fußball.

## Laufbahn
Pano entstammte einer griechischen Familie und wuchs in der albanischen Hauptstadt Tirana auf. Seine Karriere begann er mit 12 Jahren in der Jugendmannschaft von SK Tirana zunächst als Torhüter. Später wurde er als Mittelstürmer eingesetzt und schoss bereits in der ersten Saison auf dieser Position 13 Tore. 1959 wurde Pano zum Dienst in der Armee einberufen und wechselte zu Partizani Tirana. Partizani Tirana war eine Fußballmannschaft der Streitkräfte, die Verbindungen zum Verteidigungsministerium hatte.
Er spielte insgesamt 28 mal für die albanische Fußballnationalmannschaft und erzielte am 30. Oktober 1963 im EM-Qualifikationsspiel gegen Dänemark das erste Pflichtspieltor für Albanien. Er gehörte auch zur albanischen Mannschaft, die vier Jahre später gegen Vizeweltmeister Deutschland ein 0:0 erreichte, wodurch Deutschland zum bisher einzigen Mal in der Qualifikation für ein großes Turnier ausschied (siehe: Schmach von Tirana). Sein letztes Länderspiel bestritt er am 28. November 1973 gegen China, wobei er das Tor zum 1:1-Endstand erzielte.

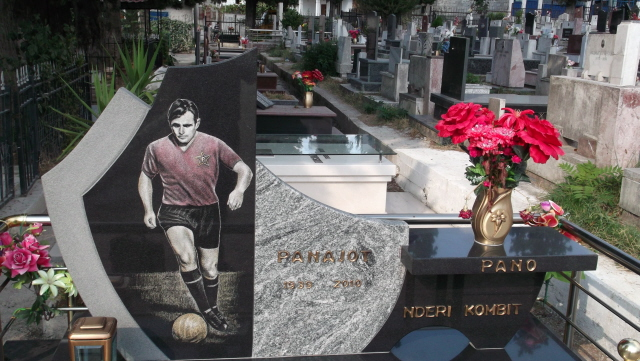
Panos Grab in Tirana

Nach seinem Rücktritt 1975 übernahm er als Trainer die U-21-Nationalmannschaft von Albanien und trainierte auch die Jugendspieler von Partizani. 2004 wurde er zum Albanischen Spieler des letzten Jahrhunderts gewählt.

## Erfolge
Er gewann mit seinem Verein viermal die albanische Meisterschaft, fünfmal den albanischen Pokal und 1970 auch den Balkanpokal.
- Albanischer Meister: 1961, 1963, 1964, 1971
- Albanischer Pokalsieger: 1961, 1964, 1966, 1968, 1970, 1973
- Balkanpokal: 1970

## Privatleben
Pano war verheiratet und hatte gemeinsam mit seiner Frau zwei Kinder, einen Sohn und eine Tochter. Sein Sohn Ledio wurde ebenfalls Fußballspieler. Pano zog sich im Mai 1975 aus dem aktiven Fußball zurück und wurde für einige Jahre Trainer.
Im Jahr 2011 verfilmte der Regisseur Kujtim Gjonaj das Leben des albanischen Fußballspielers in einer Dokumentation mit dem Titel Magjia Pano. Darin wird seine Karriere anhand von Fotografien, Zeitungsberichten und Erinnerungsbeiträgen seiner Zeitgenossen geschildert.